# Langen bei Bregenz
Langen bei Bregenz är en ort och kommun i distriktet Bregenz i förbundslandet Vorarlberg i Österrike. I norr gränsar kommunen till Tyskland.